# Centralni tano jezici
Centralni tano jezici skupina od (12) nigersko-kongoanskih jezika iz Gane, Obale Bjelokosti i Benina. Dijeli se na akanske i bia jezike. Predstavnici su:
a. Akan (4) Gana, Benin: abron, akan, tchumbuli, wasa.
b. Bia (8): 
b1. Sjeverni (5): anufo, anyin, anyin morofo, baoulé, sehwi.
b2. Južni (3): ahanta, jwira-pepesa, nzema.

## Vanjske poveznice
- Ethnologue (14th)
- Ethnologue (15th)